# پل شهرستان

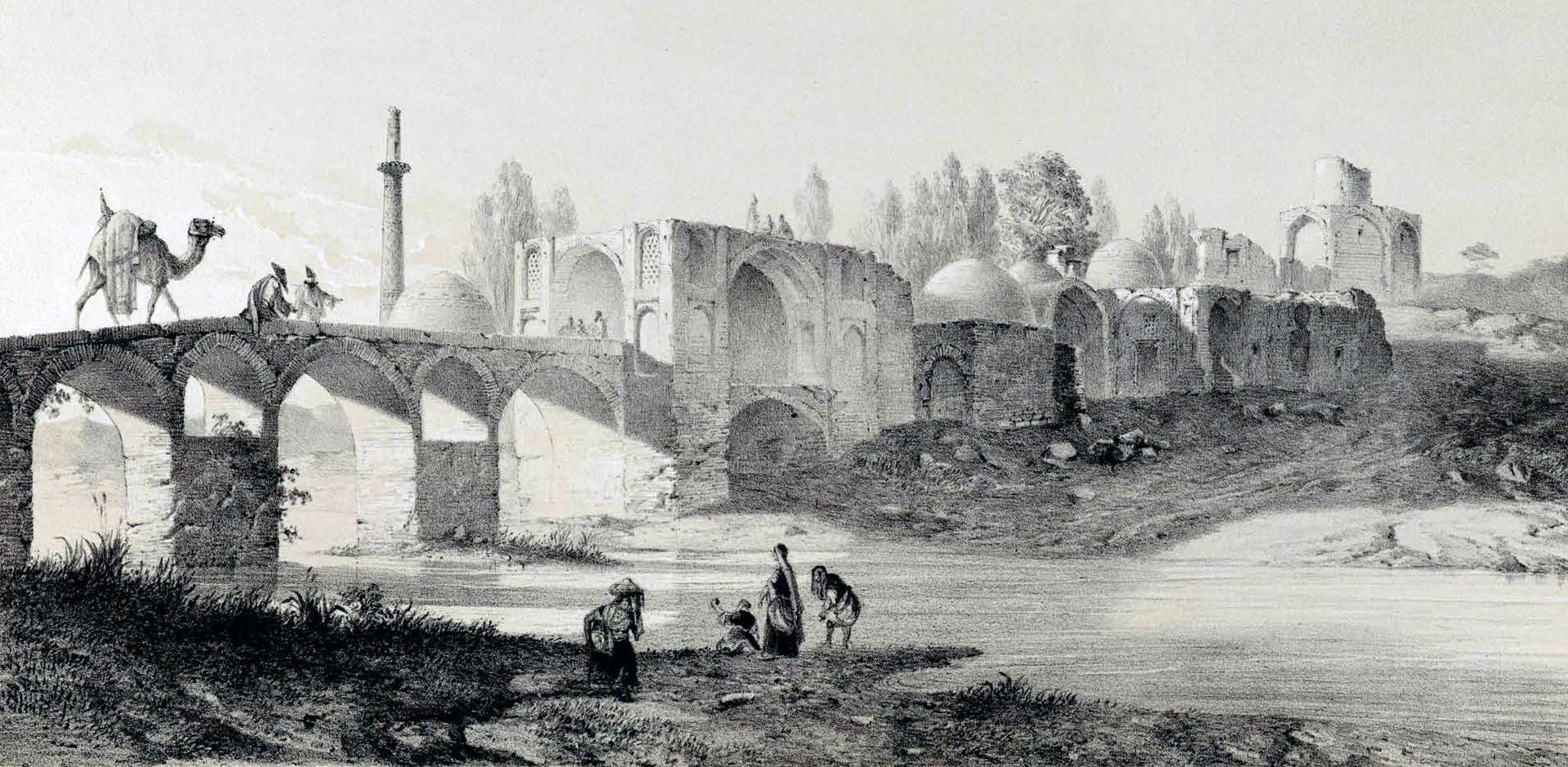
در سال ۱۲۲۰ شمسی همزمان با حکومت محمدشاه قاجار

پل شهرستان یا پل جی یا پل جسر حسین قدیمی‌ترین پل اصفهان روی رودخانهٔ زاینده رود است. این پل در زمان ساسانیان ایجاد گردید و در زمان دیلمیان و سلجوقیان تعمیر و مرمت شده‌است. پل شهرستان در جی قدیم در شرق اصفهان واقع شده‌است. پایه‌های آن بر روی سنگهای طبیعی کف رودخانه استوار گردیده‌است. طول پل از ستون مدور آجری تا انتهای سنگفرش قدیمی، در حدود ۱۰۵ متر و عرض آن از ۴/۲۵ تا ۵ متر متغیر است. جهت پل، شمالی - جنوبی با کمی انحراف است. پل شهرستان دارای یازده چشمه و دوازده پایه سنگی بزرگ است. اما قسمت فوقانی پل که جهت عبور و مرور بوده خراب شده‌است و فقط پیاده می‌توان از روی آن عبور کرد.
پل شهرستان در تاریخ ۱ دی ۱۳۴۸ با شمارهٔ ثبت ۸۸۹ به‌عنوان یکی از آثار ملی ایران به ثبت رسیده‌است.

## موقعیت
پپایین پل خواجو نه کیلومتر به طرف مشرق؛ در خیابان مشتاق سوم و مجاورت منطقه جی شیر یا اردیبهشت.
این پل در واقع یک پل جنگی و نظامی بوده‌است. از نظر معماری و قدمت زمان ساختمان در مجموعه پله‌ای قدیمی ایران فقط پل دزفول و پل شوشتر با این پل برابری می‌کنند. آثار بر جای مانده مسجد جامع جی از دوران سلاجقه و مقبره الراشد بالله خلیفه عباسی و قلعه قدیمی اصفهان به نام سارویه (کهندژ) و حصار جی را در مجاورت این پل تاریخی می‌توان مشاهده کرد. در مجاورت این پل از دیر باز مردمی زیسته‌اند که هنوز هم با پسوند فامیل شهرستانی می‌توان آنان را یافت.
در شرقی‌ترین بخش اصفهان که روزگاری «جی قدیم» نام داشت، پلی از دوره ساسانیان برجا مانده که هیبت و شکوه تاریخی‌اش در گذر ایام بی‌گزند مانده است. هرچند در دوره‌های تاریخی دیلمیان و سلجوقیان، مرمت و احیا شده است، اما شالوده ساسانی پل، ارزش آن را صدچندان می‌کند.
این پل، راهی بوده میان یکی از آبادی‌های پیرامون اصفهان به نام شهرستان و اصفهان. پل شهرستان 600 تا 700 سال قدیمی‌تر از سی‌و‌سه پل و پل خواجوست.این پل 143متر طول، حدود 5 متر عرض و 13 دهانه دارد و روی آن یک اتاقک ساخته شده است.
درگذشته، ماموران حکومتی در آن مستقر می‌شدند و از مسافران «باجرا» می‌گرفته‌اند؛ اما اکنون دیدن و گذشتن از این پل نه باج‌راه می‌خواهد و نه حتی بلیت. 

## مصالح به کار رفته در پل
سنگ، آجر، خشت، ملات

## در اشعار و نوشته‌ها
- افروخی اصفهانی در کتاب محاسن اصفهان که به زبان عربی است از این پل به نام جسر حسین یاد کرده‌است و عماراتی را که نزدیک آن هستند به نام قصر مغیره و قصر یحیی نام می‌برد.[۱۱]
- فردریچاردز از این پل به عنوان یک پل جنگی و نظامی یاد کرده‌است.

## نگارخانه

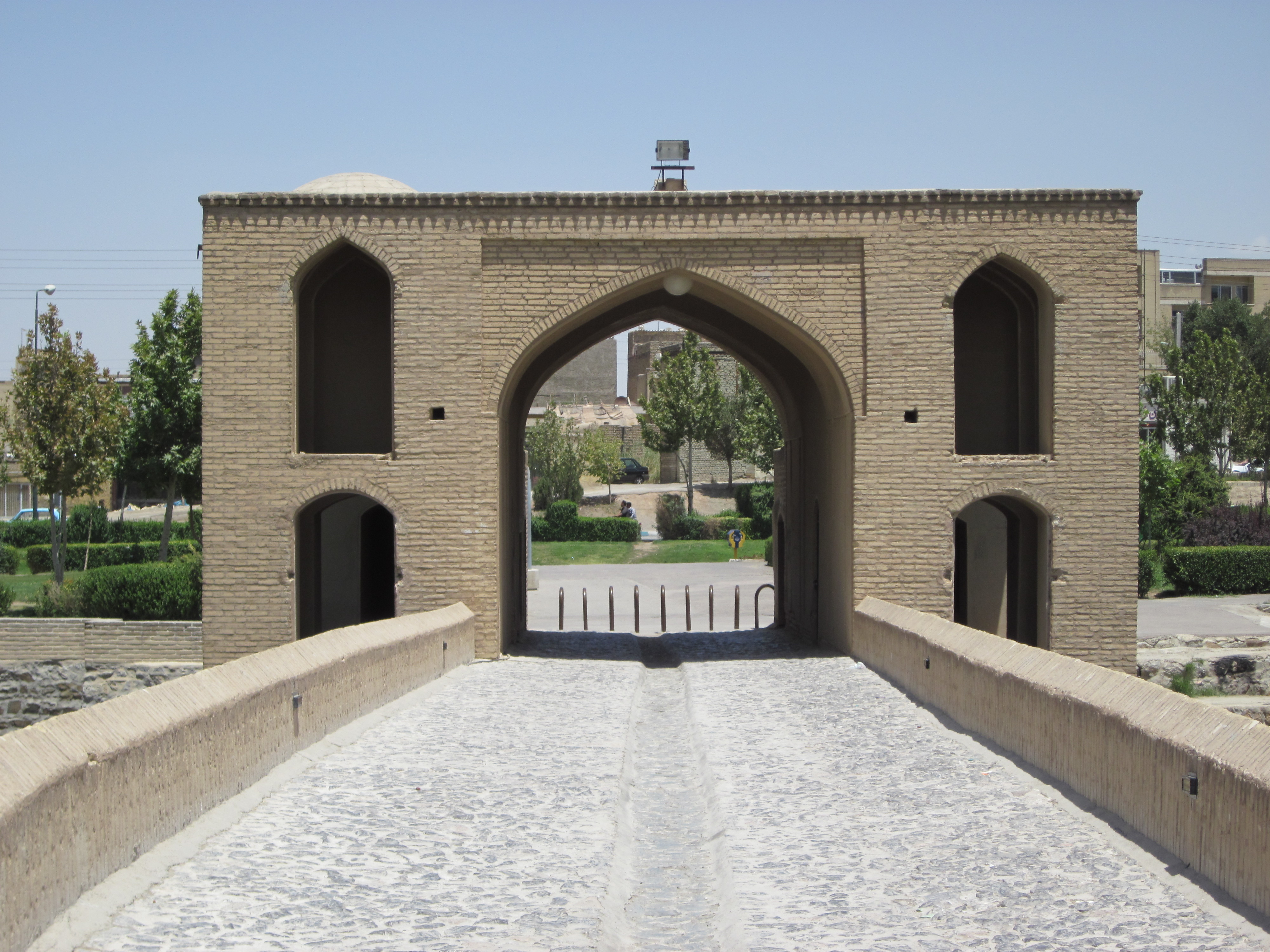
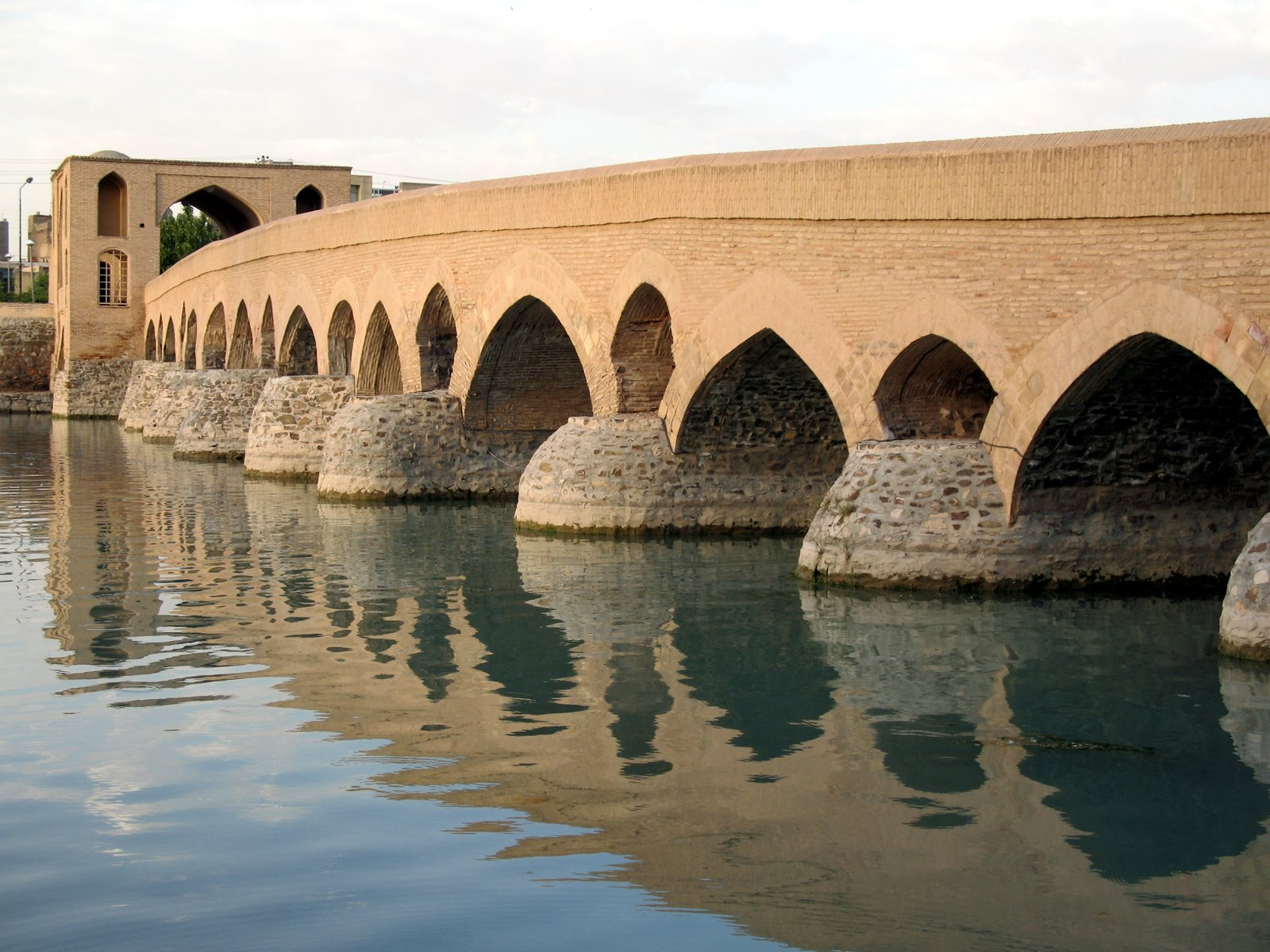
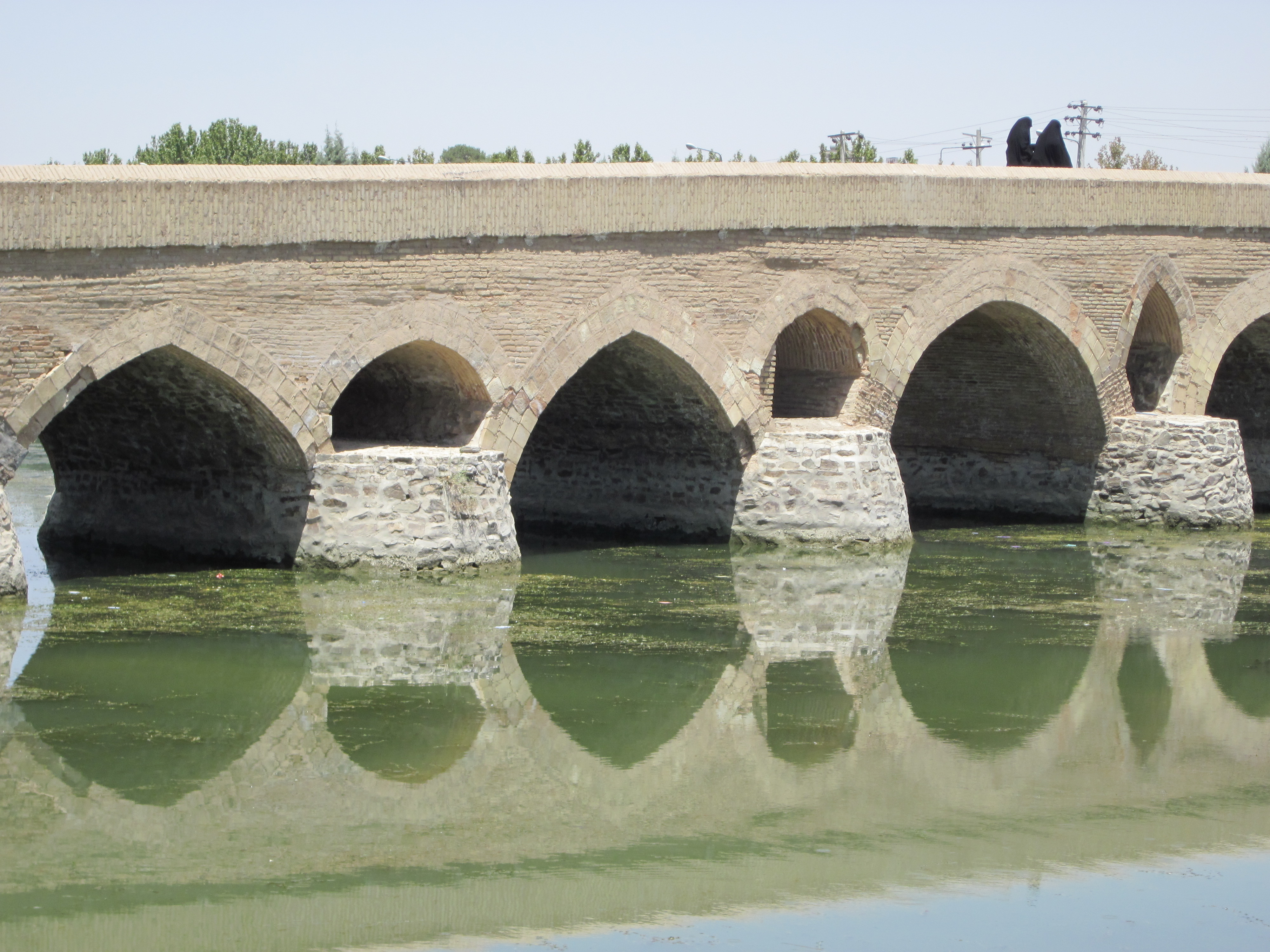
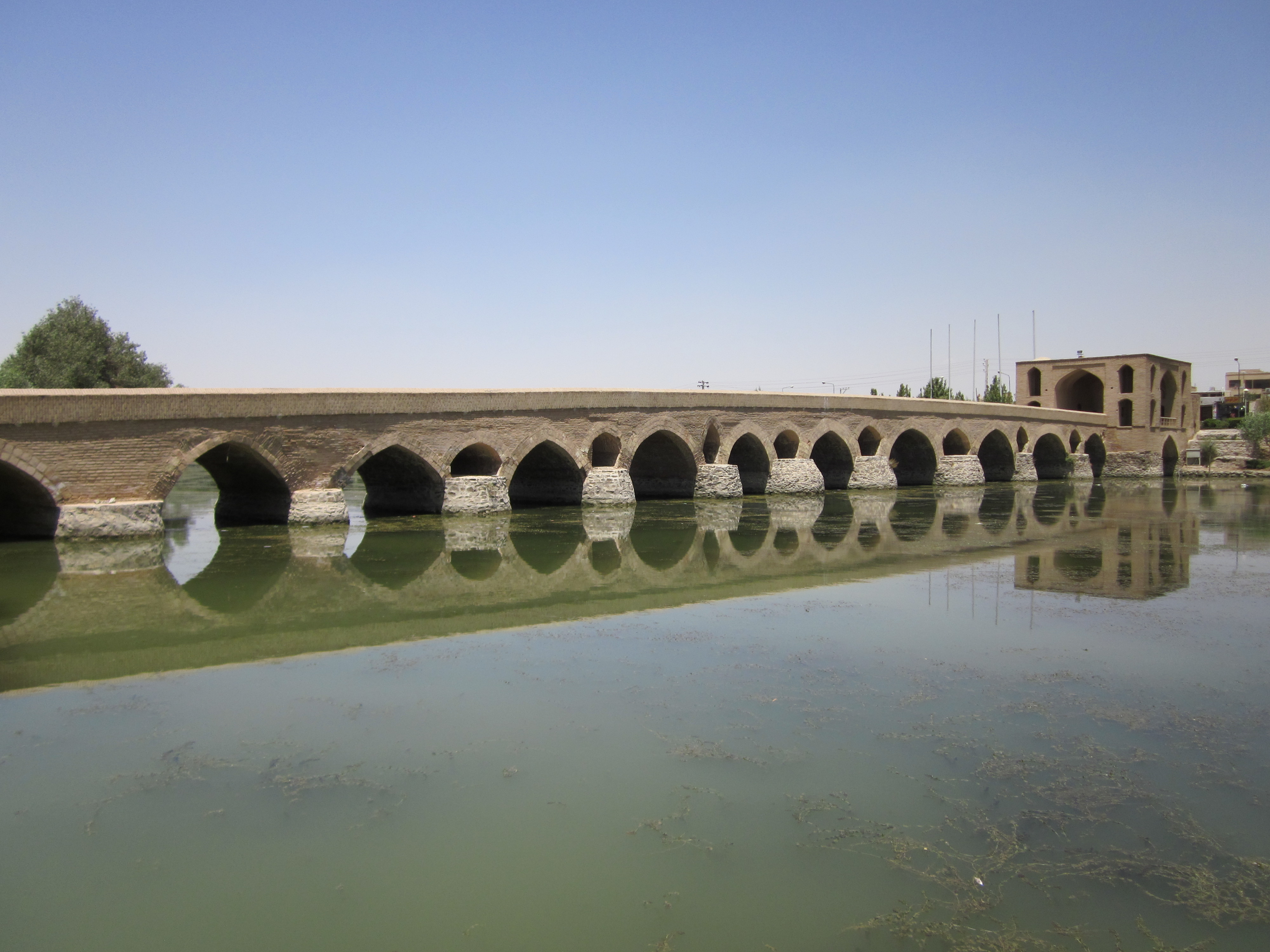